# West Burlington (Iowa)
West Burlington es una ciudad ubicada en el condado de Des Moines en el estado estadounidense de Iowa. En el Censo de 2010 tenía una población de 2968 habitantes y una densidad poblacional de 231,37 personas por km².Su población estimada en 2019 es de 2890 habitantes.

## Geografía
West Burlington se encuentra ubicada en las coordenadas 40°49′19″N 91°10′35″O / 40.82194, -91.17639. Según la Oficina del Censo de los Estados Unidos, West Burlington tiene una superficie total de 12.83 km², de la cual 12.83 km² corresponden a tierra firme y (0%) 0 km² es agua.

## Demografía
Según el censo de 2010, había 2968 personas residiendo en West Burlington. La densidad de población era de 231,37 hab./km². De los 2968 habitantes, West Burlington estaba compuesto por el 90.73% blancos, el 4.14% eran afroamericanos, el 0.3% eran amerindios, el 1.75% eran asiáticos, el 0.07% eran isleños del Pacífico, el 0.98% eran de otras razas y el 2.02% pertenecían a dos o más razas. Del total de la población el 3.94% eran hispanos o latinos de cualquier raza.